# Šime Jurić
Šime Jurić (Sinj, 18. svibnja 1915. — Zagreb, 27. listopada 2004.), hrvatski knjižničar, klasični filolog, bibliograf, poznat po istraživanju hrvatskih latinista i inkunabula.

## Životopis
Rodio se je 1915. godine. U rodnome je Sinju završio pučku školu i gimnaziju. Diplomirao je u Zagrebu klasičnu filologiju na Filozofskom fakultetu 1940. godine. Od 1940. do 1942. bio je profesor u gimnaziju u Zagrebu, a potom do 1943. isto u Bolu na Braču. Radio je 1945. kao kustos u Arheološkom muzej uu Zadru, gdje je sredio i stručno popisao sačuvanu, te rekonstruirao i popisao građu koju su za rata odnijeli Treći Reich i fašistička Italija. Poslije rata završio je na tečaju knjižničarstvo i paleografsko-arhivistički tečaj. Od 1946. je 33 godine radio u Nacionalnoj i sveučilišnoj knjižnici gdje je vodio Zbirku starih i rijetkih knjiga i rukopisa sve do mirovine. Bio član državne delegacije za restitucju i vraćanje kulturnih dobara iz Mađarske. Zaslužan je za temeljito uređenje i rekatalogiziranje trezorske građe koja je za njegova radna vijeka udvostručena. Jurić je vodio projekt priređivanja i objavljivanja Kataloga rukopisa Nacionalne i sveučilišne knjižnice u Zagrebu. Najviš je pridonio u izučavanju hrvatskoga latinizma i inkunabulistike. Napisao je tri knjige o latinskim piscima i u njima je obuhvatio sve najvažnije što je od hrvatskoga latinizma objavljeno u nas i u svijetu od početka tiskarstva do 1848. godine. Zahvaljujući njemu otkrilo se mnoge pisce koje se u povijesnim djelima hrvatske literature i inkunabulistike uopće nisu spominjali.